# Pugla sigillaris
Pugla sigillaris är en insektsart som beskrevs av William Lucas Distant 1908. Pugla sigillaris ingår i släktet Pugla och familjen dvärgstritar. Inga underarter finns listade i Catalogue of Life.